# イギリス太平洋艦隊
イギリス太平洋艦隊 (イギリスたいへいようかんたい) (British Pacific Fleet; BPF) は、第二次世界大戦の太平洋戦争末期において、イギリス海軍 (Royal Navy) が対日本戦のために編成した艦隊。1944年11月22日にセイロンで結成され、イギリス海軍およびオーストラリア、ニュージーランド、カナダのイギリス連邦海軍の空母、戦艦、潜水艦、補給船などで編成された。
艦隊は、1945年1月24日の南洋諸島での日本の補給経路封鎖 (メリディアン作戦) から始まり、3月からは、米軍の沖縄侵攻作戦 (アイスバーグ作戦) を後方で支援するため、石垣島と宮古島の６つの日本軍飛行場を無力化した。当然ながら日本のカミカゼによる激しい攻撃にさらされたが、重装甲空母と最新の戦闘機で効果的に防御した。1945年7 月には日本本土への艦砲射撃作戦に参入、1945年8月に日本が降伏するまで、戦艦4隻、空母6隻、小型空母15隻、および750機以上の艦載機を有した。

## 概容
イギリス太平洋艦隊 BPF の司令官はブルース・フレイザー卿で、オーストラリアのシドニーに本部を置き、実際の艦隊作戦はヘンリー・ローリングス中将が、また航空作戦はフィリップ・ヴィアン中将が指令となった。空母は六隻のイラストリアス級航空母艦、すなわち、R87 イラストリアス (HMS Illustrious)、R38 ヴィクトリアス (HMS Victorious)、R67 フォーミダブル (HMS Formidable)、R92 インドミタブル (HMS Indomitable)、R86 インプラカブル (HMS Implacable)、R10 インディファティガブル (HMS Indefatigable) という重装甲空母が所属した。また HMS キング・ジョージ5世および HMS ハウという2隻の戦艦、巡洋艦6隻と駆逐艦12隻があり、イギリス連邦海軍から、カナダの巡洋艦「ウガンダ」、ニュージーランドの巡洋艦「アキレス」および「ガンビア」、オーストラリアの駆逐艦「キブロン」 「クイーンボロー」「ニザム」「ネーピア」「ネパール」「ノーマン」が参加した。イギリス、カナダ、南アフリカ、ニュージーランド海軍で構成された人員によって、コルセア、アベンジャー、ヘルキャット、シーファイアなどの艦載機が運用された。
- 1945年
  - 1月24日～29日、メリディアン作戦
  - 3月15日～5月21日、沖縄戦 先島群島封じ込め タスクフォース57
  - 7月17日～8月11日、日本本土への艦砲射撃
  - 8月12日、第57任務部隊 (Task Force 37) の解散[2]
  - 9月14日、イギリス太平洋艦隊の解散

イギリス太平洋艦隊の重装甲空母
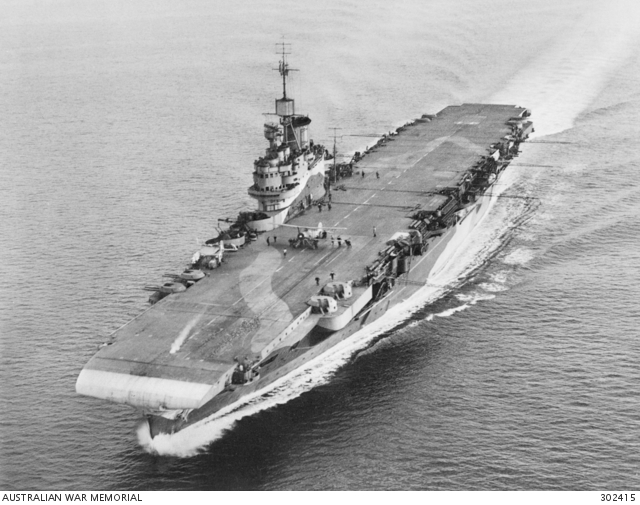
HMS イラストリアス (HMS Illustrious)
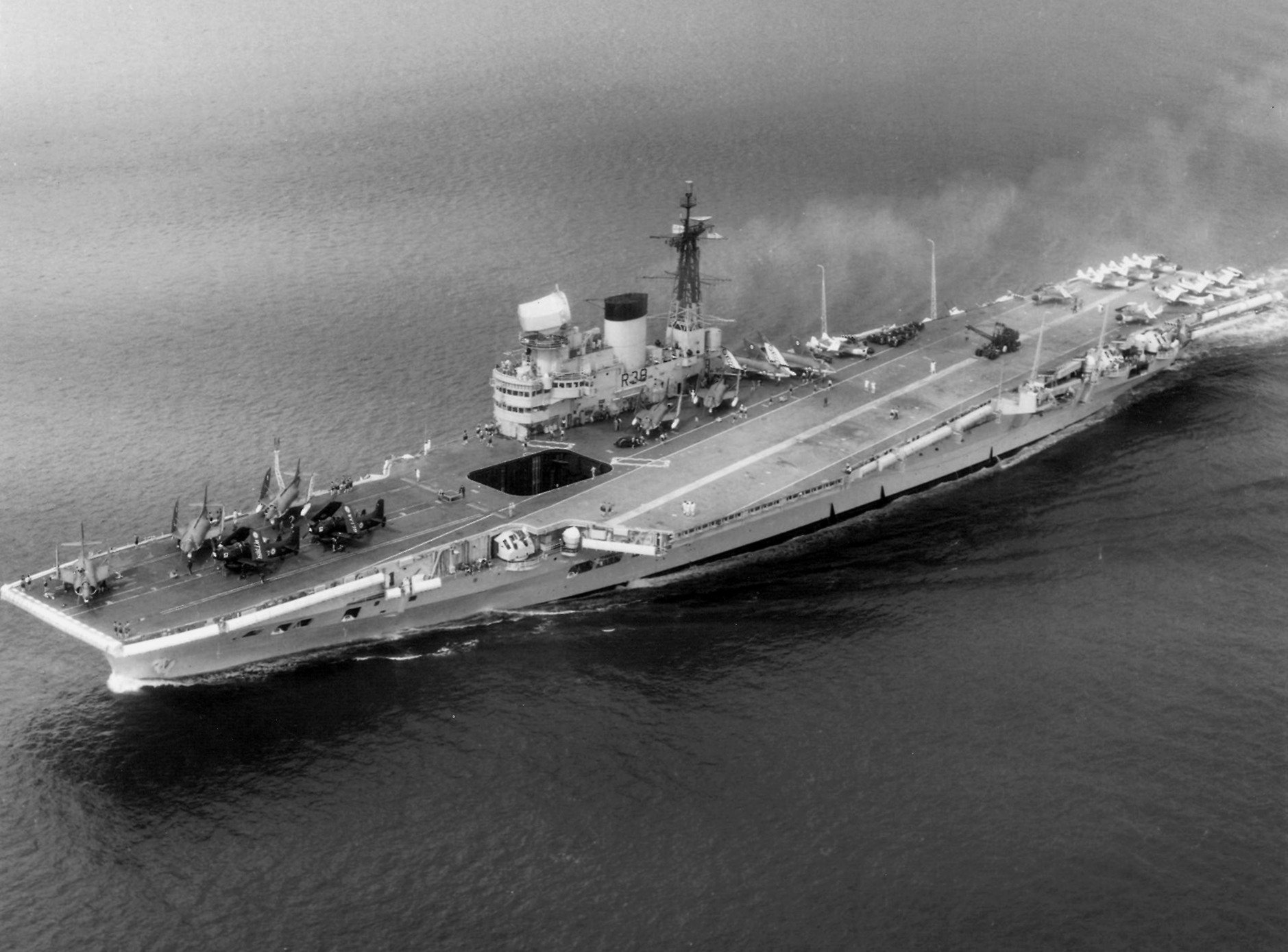
HMS ヴィクトリアス (HMS Victorious)
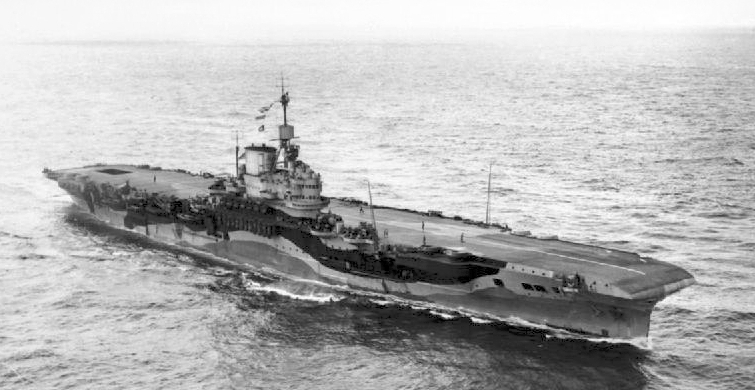
HMS フォーミダブル (HMS Formidable)
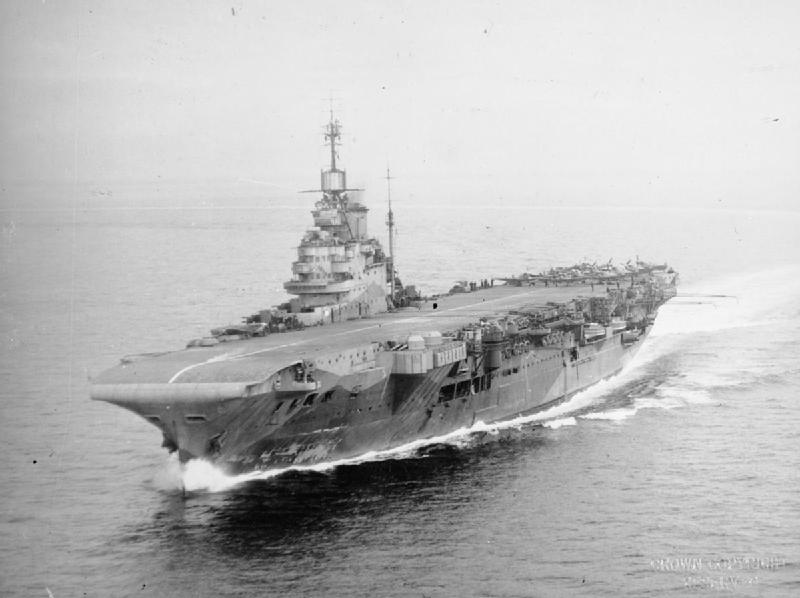
HMS インドミタブル (HMS Indomitable)
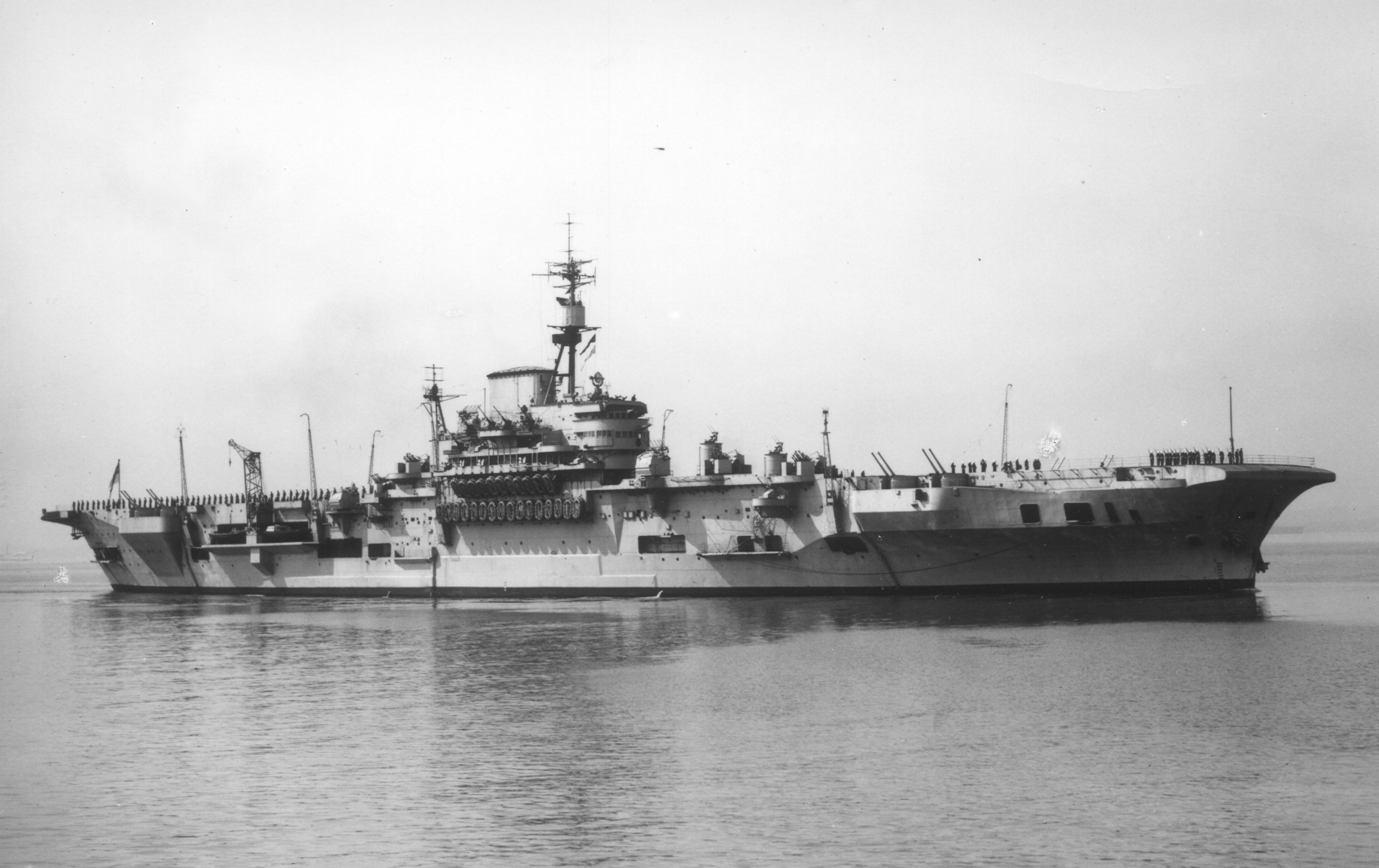
HMS インプラカブル (HMS Implacable)
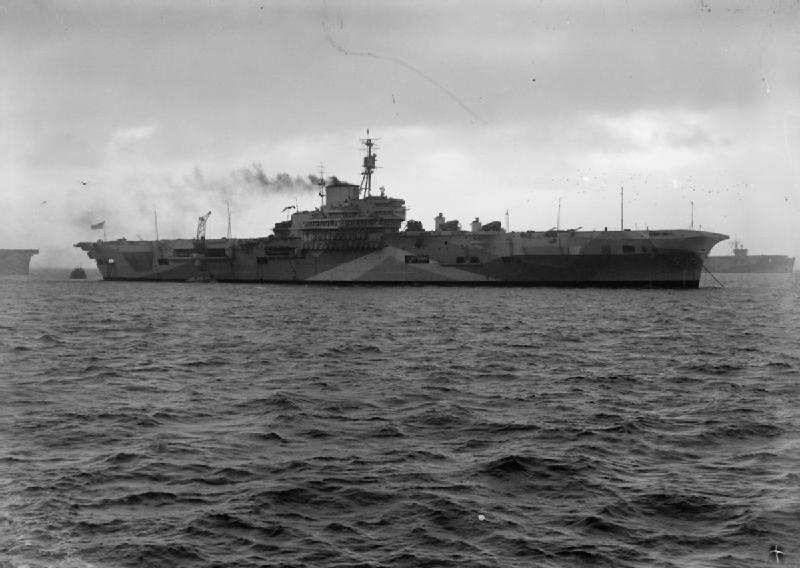
HMS インディファティガブル (HMS Indefatigable)

イギリス太平洋艦隊の艦載機
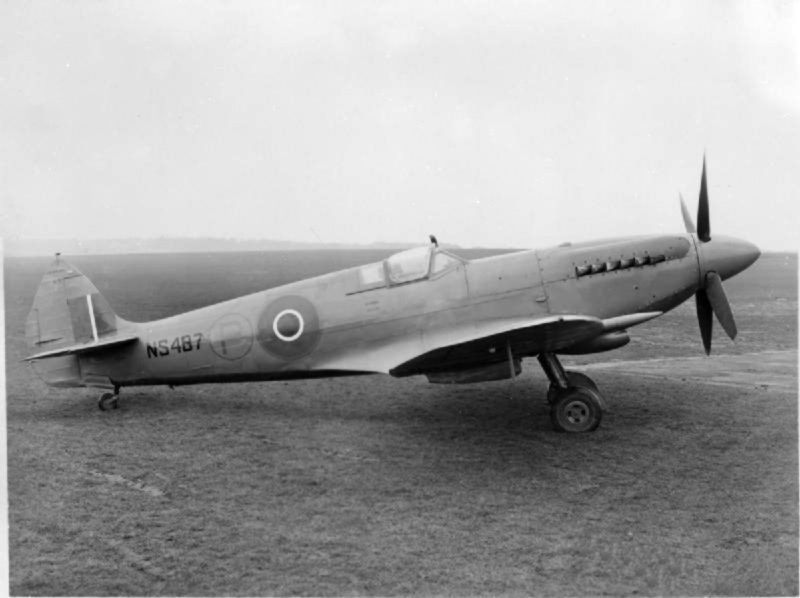
シーファイア (スーパーマリン スピットファイア海軍仕様 Mk XV)
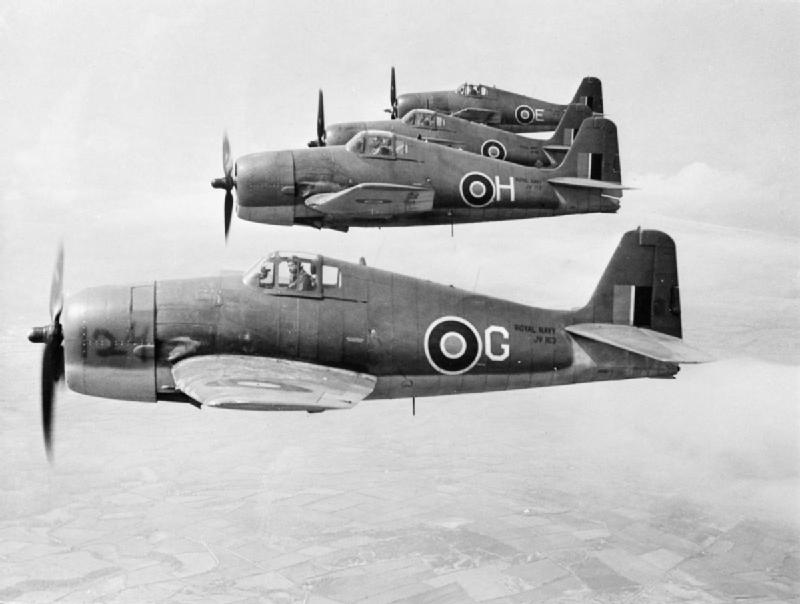
ヘルキャット (グラマン F6F)
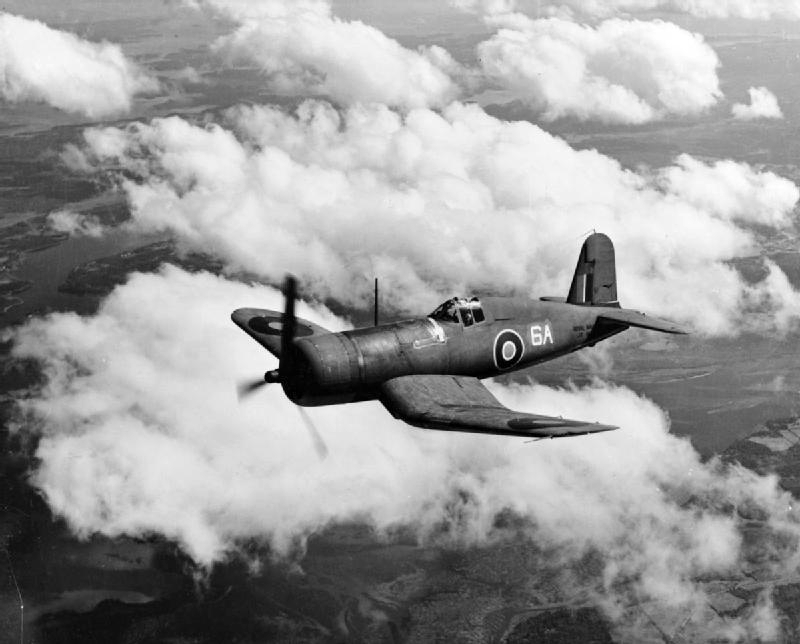
コルセア (チャンス・ヴォート F4U)
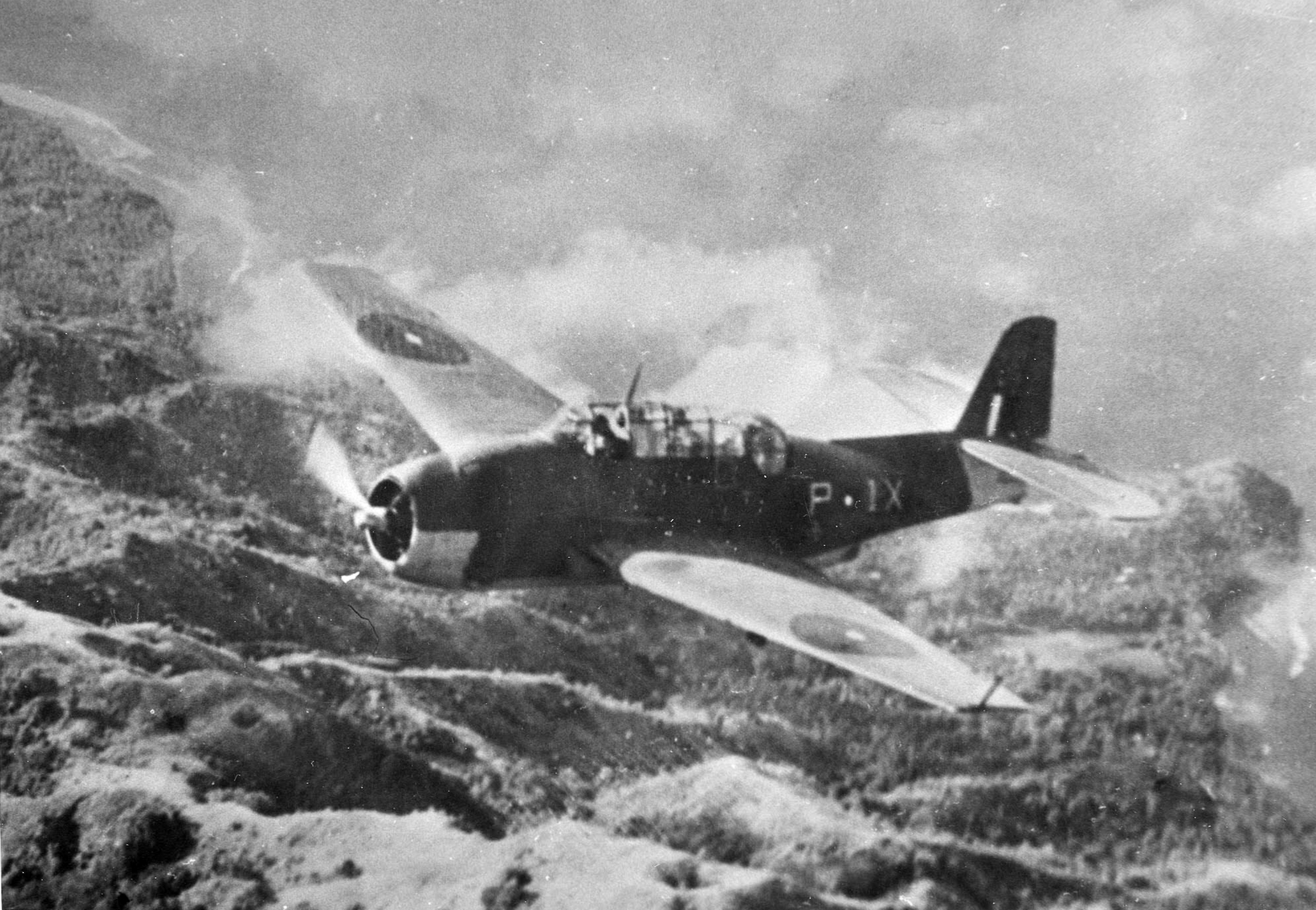
アベンジャー (グラマン TBF)

## イギリス太平洋艦隊の誕生
イギリス海軍は1942年から1943年にかけてアメリカ太平洋艦隊司令長官兼海軍作戦部長アーネスト・キング提督からの支援要請を繰り返し断っていた。1942年のセイロン沖海戦で東洋艦隊がインド洋西側領域まで撤退を強いられた後、イギリス海軍が、北極海から、北大西洋、地中海、インド洋にわたる広範囲な戦域を拡大するための余裕はなかった。しかしイタリアとドイツの艦隊が無力化された時点においては、イギリス海軍が日本軍との戦いに参入し、極東の海域における自らの存在を示すことか重要に思われた。しかしキング提督の返事は快いものではなかった。アメリカ海軍は英国の支援なくしても既に単独で日本艦隊に決定的な敗北をもたらす用意ができていたからである。ドイツ優先戦略のチャーチル英首相も当初は太平洋艦隊の創設に難色を示していたが、対日本戦に加わり、太平洋での英国のプレゼンスを示すことが必要であるとするアラン・ブルック元帥ら参謀本部の主張を無視することはできなかった。1944年9月28日、チャーチルは議会でこの「新しい局面」について演説した。

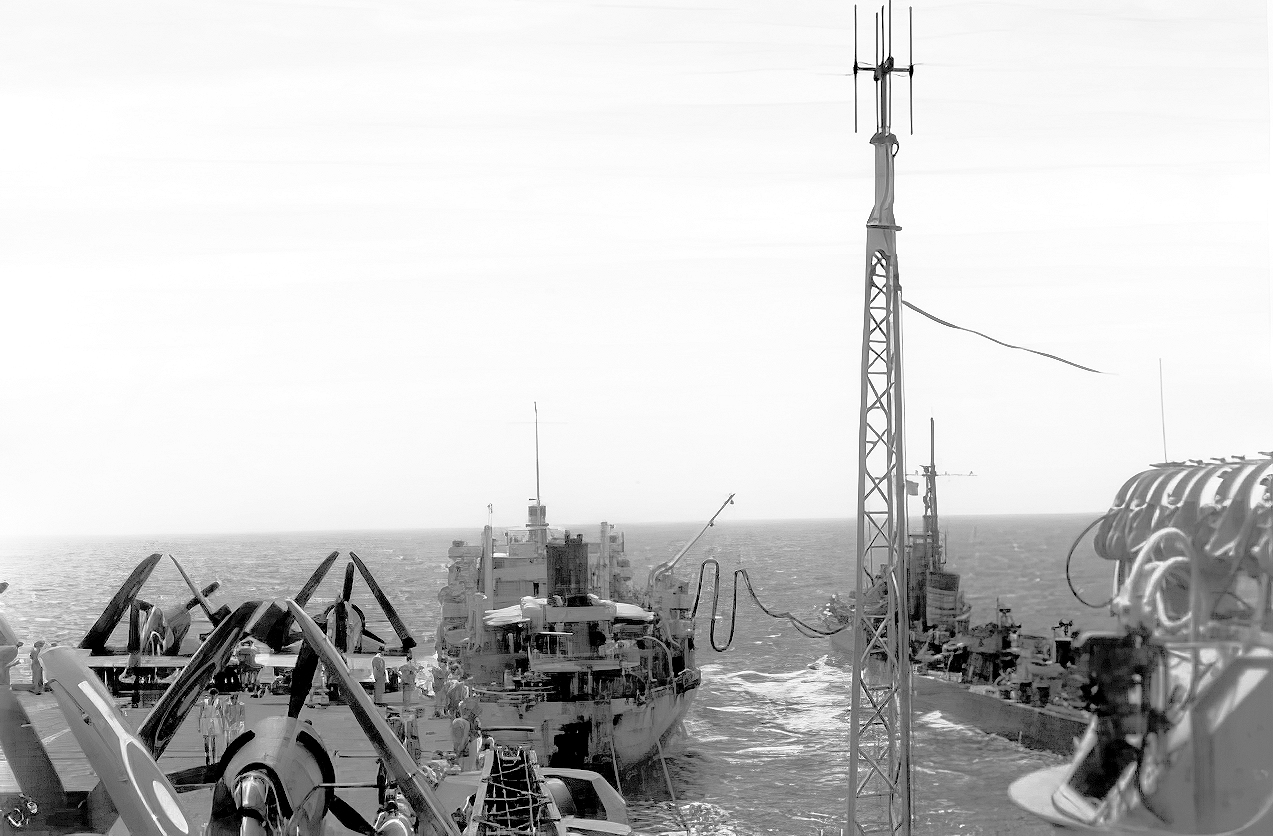
コルセアをのせたHMSフォーミダブル (左側) と駆逐艦がタンカーから細いホースで給油している様子。(1945年7月25日) BPF にとって補給は常に悩ましい課題であった。

1944年9月12日から4日間ひらかれた第2回ケベック会談において、チャーチルが対日戦争へのイギリス海軍の参入を提起し、2か月後、ルーズベルト大統領は外交的配慮からチャーチルの申し出を受け入れたが、英国嫌いと呼ばれたアメリカ海軍作戦部長アーネスト・キング提督はイギリス艦隊との連携に難色を示した。キング提督は、イギリス太平洋艦隊が補給を「自給自足」するのであればという条件を付けた。彼はイギリス海軍がアメリカ海軍に貢献するどころか、イギリス海軍が自立して極東地域で兵站と補給を持続できるとは考えていなかった。また熱のこもったチャーチルの議会スピーチのわりに本国からの支援は薄く、洋上補給の対応を長年積み重ねてきた米軍と比較し、洋上補給を前提にしていない仕様のイギリス艦隊は、タンカーの船尾にあるホースを使って燃料を移送し、完了するまで「ばつの悪いほどの長い時間」がかかった。イギリス太平洋艦隊の大半は、オーストラリア、ニュージーランド、カナダ、南アメリカといったイギリス連邦の海軍からシームレスに構成された。
こうした困難を伴う状況下で、新艦隊の司令官には東洋艦隊司令長官だったブルース・フレイザー提督が任ぜられた。優れた指導力と戦術家であるだけではなく、兵站上の難点を克服するためにフレーザーの外交官的な資質が発揮された。イギリス太平洋艦隊はアメリカ海軍の指揮下に入り、アメリカ海軍の連絡係を各艦においた。アメリカの米英海軍の緊密な連携は回避しなければならない、という上層部の判断は、実際の洋上ではなんの妨げにもならず、むしろ「自給自足」原則に関して、多くのアメリカ海軍士官が「全力を尽くしてそれを無視した」といわれるほど、両艦隊の関係は敬意に満ちた良好なものであった。アメリカ海軍士官らは司令官ダグラス・フィッシャー少将に「キング提督の知らないうちに与えられるものは何でも」提供することができると語った。

## メリディアン作戦
メリディアン作戦 (1945年1月24日と29日)
1944年の年末、フレーザーは真珠湾のアメリカ海軍ニミッツ提督からスマトラ島パレンバン近くの製油所を空爆するよう要請された。日本軍の航空燃料の供給源を絶つためであり、またニミッツが自分の指揮下に入ることになるイギリス太平洋艦隊の攻撃作戦実行能力を試すためでもあった。1月24日にプラジョエの製油所、悪天候による遅れを経て29日にソエンギゲロンの施設を攻撃し、一時的ではあるが製油所の稼働を完全に停止させた。

## アイスバーグ作戦
アイスバーグI作戦 (1945年3月27日～4月20日)

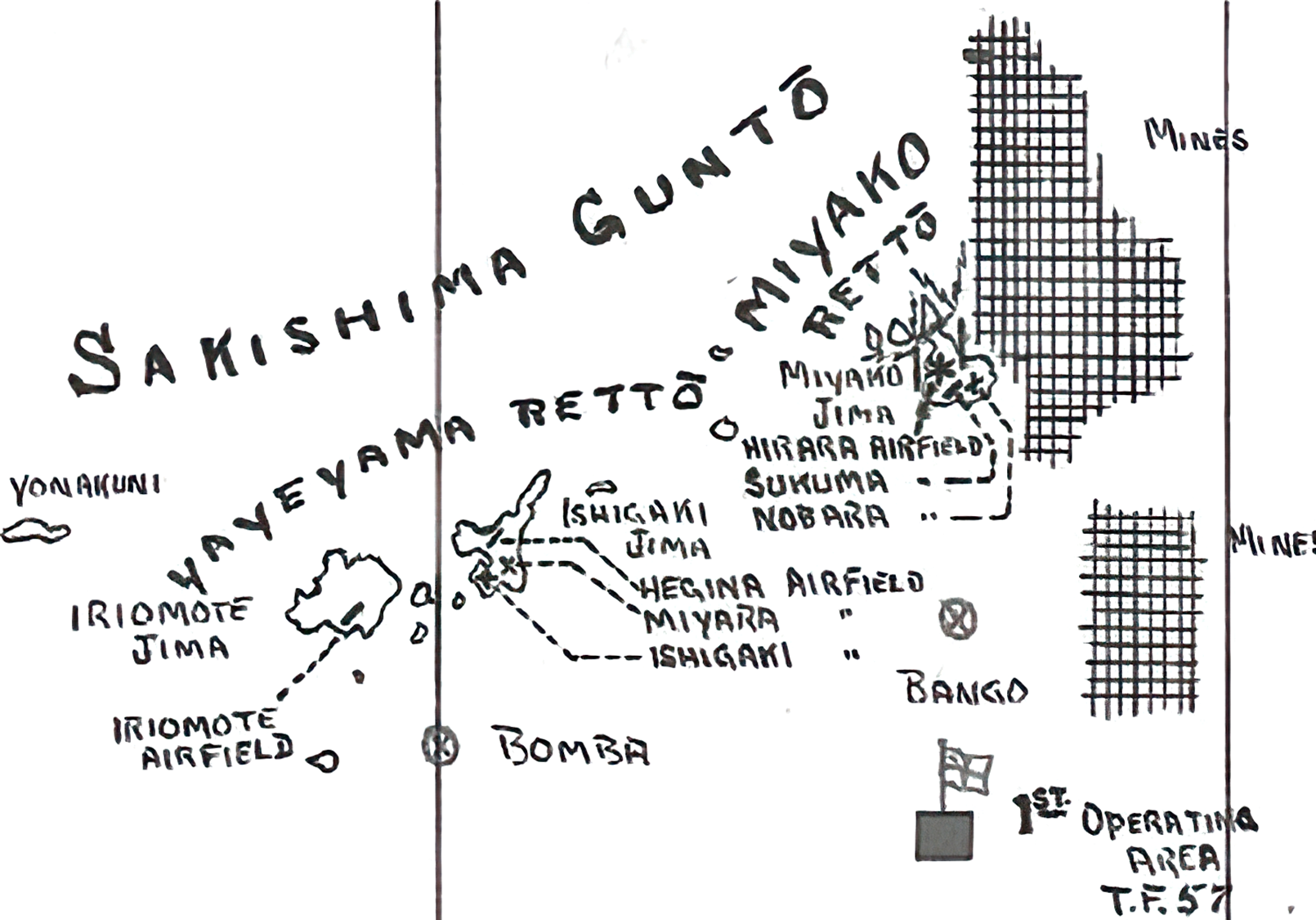
(図1) 英国太平洋艦隊は1945年3月15日に米国第5艦隊に加わり、第57任務部隊(タスクフォース57)に任じられた。TF57は沖縄侵攻作戦「アイスバーグ」の一環として八重山群島の日本軍飛行場を封じ込めるため、3月27日から空爆を開始した。6カ所の飛行場の他に、西表島に「西表飛行場」の記載がある (左側) が、初期の誤情報と思われる。

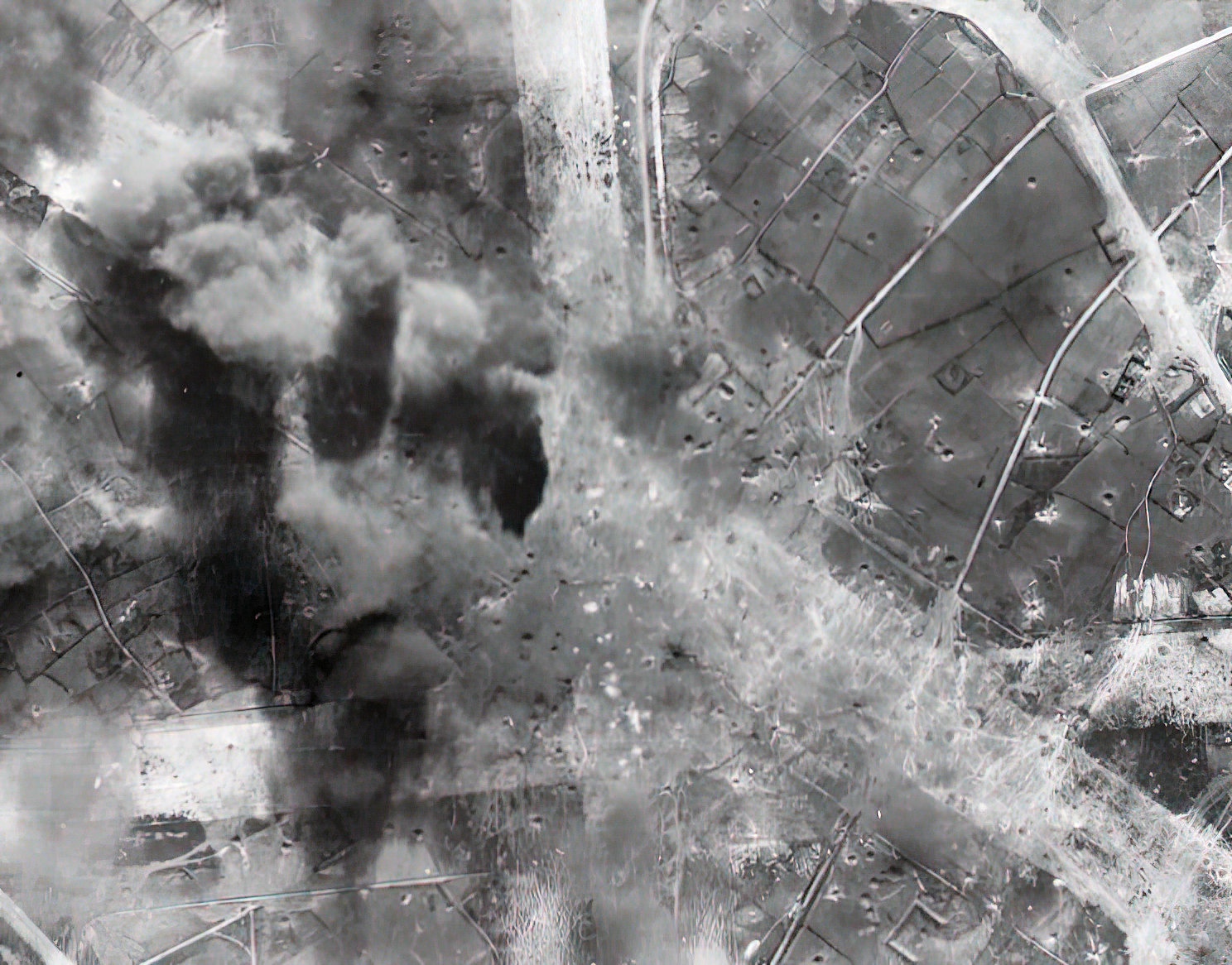
イギリス海軍アーカイヴスからの画像。「宮古島の平良飛行場。滑走路は毎日爆撃を受け、クレーターができて使用不能になっている。」(1945年)

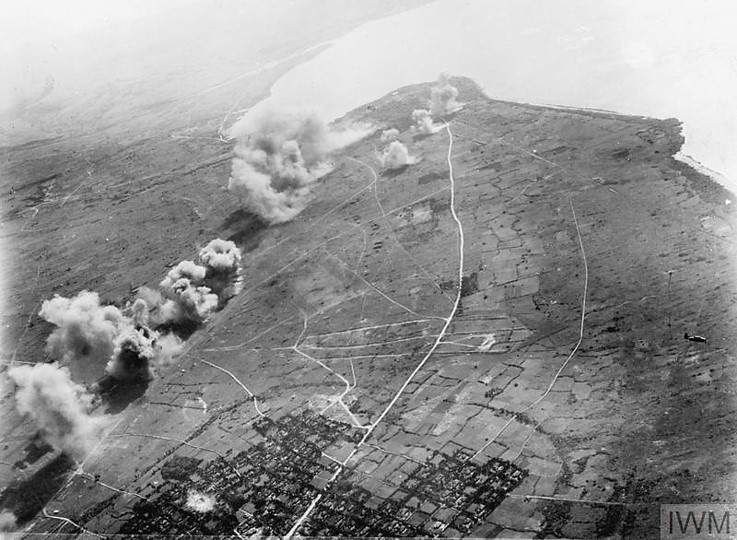
連合軍が「石垣飛行場」と呼んだ海軍石垣島南飛行場 (平得飛行場) への爆撃。

1945年3月15日、イギリス太平洋艦隊はレイモンド・スプルーアンス提督下の米国第5艦隊に加わり、第57任務部隊(TF57)に任じられた。その任務は、アメリカ軍が沖縄侵攻計画アイスバーグ作戦を実行するにあたって大きな脅威となる台湾と先島群島の神風特攻隊の飛行場基地を、フィリピン沖に停泊するイギリス艦隊が遮断し封じ込めるというものであった。ヴィアン中将らは直前にアメリカ海軍から膨大な空中写真などの資料を与えられた。それらの情報によると、先島群島の日本軍施設には「7つの飛行場、1つの報告されているが未確認の水上飛行機基地、小規模な海軍基地の可能性、そして警備部隊の司令部」が含まれていたという(図1)。この「7つの飛行場」のうち、西表島の南側の「西表飛行場」に関しては、誤情報であったと思われる (西表島の陸軍船浮臨時要塞の軍施設は西海岸に集中しており、また飛行場も確認できていない)。
イギリス太平洋艦隊の第57任務部隊が補給期間に入ると、その間には、アメリカ海軍の第58任務部隊、その後第52任務部隊が役割を引き継いだ。

先島群島封じ込めに伴い、補給の問題以外には、石垣島と宮古島の飛行場が強固な対空砲によって防備されていることと、爆撃による滑走路の損傷を日本軍が24時間体制で修復するという問題が浮上した。そのため修復状況を偵察しながら連日爆撃するというイタチごっこが続けられ、町中への無差別爆撃とエスカレートした。一方、日本軍は次々と連続して飛行場や壕の建設に住民を徴用し、さらに引き続き空爆の合間の危険な弾痕埋めに住民を投入した。補給経路をたたれた日本軍は、食糧から運搬の牛馬やもっこ、木材に至るまで住民からの徴発に依存し、滑走路の補修のための石が不足するようになると、町中の民家の石垣を崩しては持ち去った。
1945年4月2日、数機の日本の特攻機が艦隊を襲撃した。一機が重装甲空母インディファティガブルの指揮管制基部を直撃し爆発、乗組員14名が死亡した。しかし、同乗していたアメリカ海軍の連絡士官を驚愕させたことには、アメリカ海軍の空母のような木製の甲板ではなく、重い装甲飛行甲板をもつイギリスの空母は、その分搭載できる航空機の数は少なくなるものの、カミカゼの攻撃に強い耐性を持ち、数分以内に運用を開始できるということだった。一方、沖縄沖のアメリカ艦隊は700機の日本軍機による攻撃を受けており、その約半数は神風特攻で、残りの半数は通常空爆だった。数隻の駆逐艦が失われ、30隻以上のアメリカ海軍艦艇が損傷した。台湾からの特攻機は実際には先島群島を経由せず、直接沖縄に向かっていることがわかり、4月12日から2日間、第57任務部隊が台湾の飛行場を爆撃し、手当たり次第に機銃掃射した末、先島に戻った。

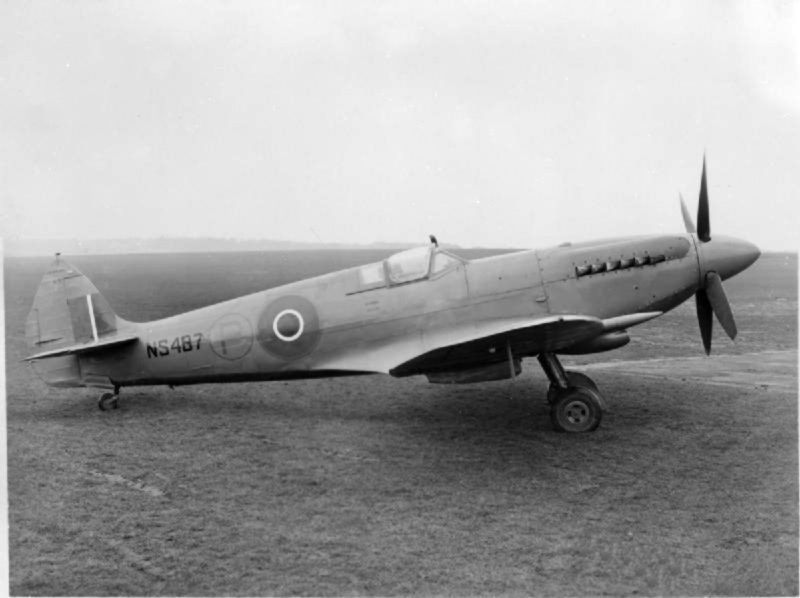
シーファイア Mk XV

4月20日の作戦終了まで、イギリス太平洋艦隊は補給期間を含めた26日間のうち12日間で計2,444機の出撃を行った。航空機は飛行場に412トンの爆弾を投下し、様々な標的に315発のロケット弾を発射した。日本の航空機134機を破壊し、100隻以上の小型ボートを破壊し損傷を与えた。この作戦でイギリス太平洋艦隊は68機の航空機を失い、34人の乗組員の犠牲をだした。
最短でも数日かかる長い補給期間に加えて、もう一つの問題は、イギリス太平洋艦隊の攻撃戦闘機であるシーファイア Mk XV の機械的な問題とスペアパーツの欠如で、戦闘任務の続行が難しかった。またその長い機首はパイロットの視界を妨げ、機銃掃射や空母への着陸を困難にさせた。第57任務部隊が実際に運用していた他の航空機のほとんどはアメリカ製で、コルセア、ヘルキャット、アベンジャーであった。
しかしながら、ニミッツ提督は、ボルネオ島へのオーストラリア軍上陸を支援させるために第57任務部隊を送るというワシントンの提案に激しく抵抗した。イギリス太平洋艦隊の重装甲空母がカミカゼ攻撃に対する耐性を繰り返し示してきたため、ミニッツはそれを先島群島に留めておきたかった。
アイスバーグII作戦 (5月4日～25日)

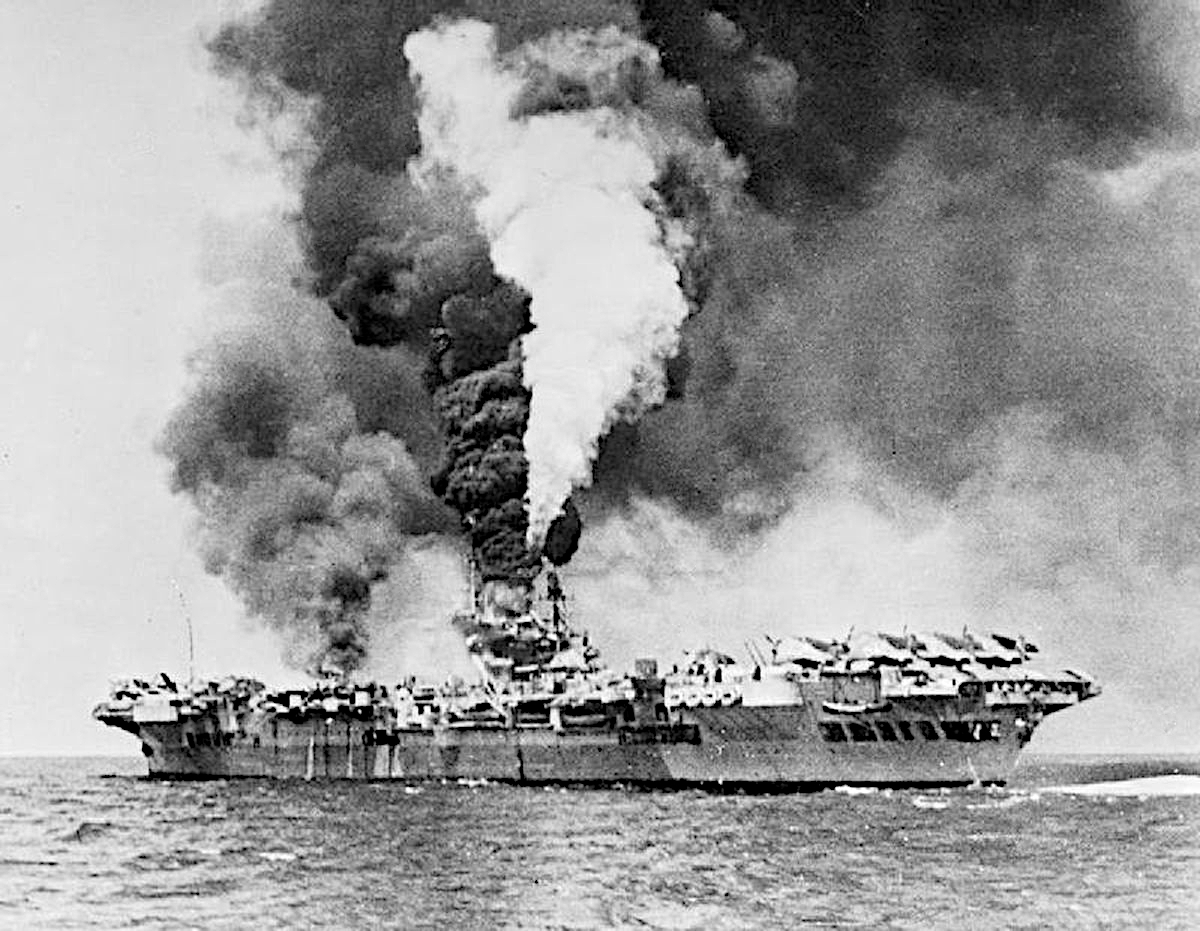
5月4日のカミカゼ攻撃をうけ出火した空母フォーミダブル。

第57任務部隊はレイテ島での修理と補修を終えて出港し、5月4日に先島郡島沖で第2回目の空爆作戦を開始した。平良飛行場 (海軍宮古島飛行場) と野原飛行場 (陸軍宮古島中飛行場) に砲撃を加えるため幾つかの戦艦と巡洋艦が出撃し、レーダー網が手薄になった10時30分頃、防御環を突破した一機が空母フォーミダブルの甲板を襲い、爆発を引き起こして艦の装甲甲板を貫通、また甲板上の多数の航空機を大破させた。この爆発で8人が死亡、47人が負傷し、鉄の甲板に直径7mのへこみと60cm程の穴が開いた。数分後にさらに2機の特攻機が空母インドミタブルに向かい、1機は撃墜したものの、もう1機が対空砲弾の凄まじい集中砲火のなか接近し、甲板を横切ったところで爆発した。この被害は軽微で済んだ。フォーミダブルの火災を鎮圧するまでに90分かかったが、6時間以内に甲板は鋼板とセメントで修復され、重装甲空母の耐性を強力に示した。
5月9日、悪天候と給油のための補給期間を経て第57任務部隊は活動に戻り、再び特攻に直面した。ヴィクトリアスの前部エレベーターが攻撃され、甲板が損傷した。また二機がフォーミダブルを攻撃し、甲板は破られなかったが艦載機25機を炎上させ、一名が犠牲となった。標的となった二隻はその日のうちに運用を再開した。
第57任務部隊は5月26日にアイスバーグII作戦を完了するまで4,893回の出撃を行い、そのうち2,073回の攻撃を行い、958トンの爆弾を投下し、950発のロケット弾を発射した。艦隊は160機の航空機を喪失し、そのうち撃墜されたものが26機、また運航事故で損傷したものが72機。航空乗組員41名と艦上の将兵44名が死亡または行方不明となった。

## 日本本土爆撃
日本本土爆撃 第一 (7月17日～19 日)

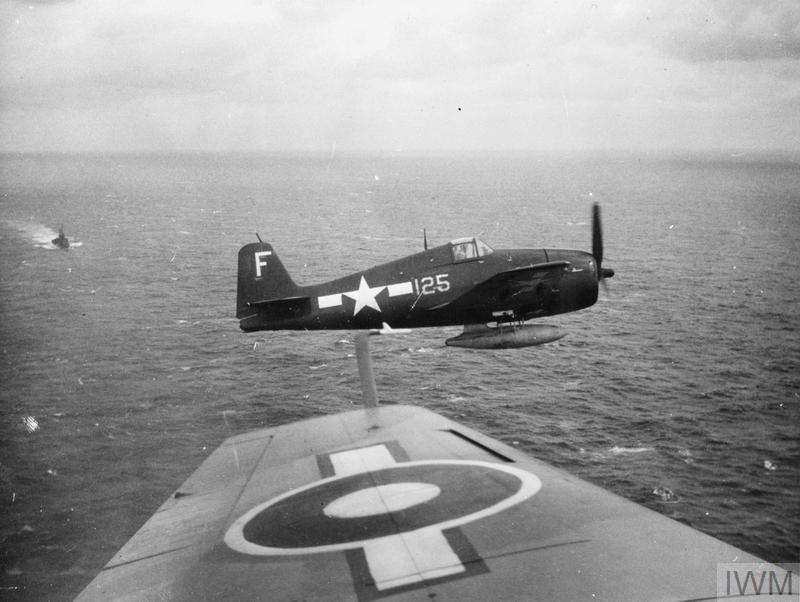
日本近海を並んで飛ぶアメリカ海軍ヘルキャットとイギリス太平洋艦隊の艦載機 (1945年7月)

7月17日、空母フォーミダブルと第37任務部隊は17日に本州の飛行場と鉄道に対する空爆を行った。35機のコルセア、11機のアベンジャー、6機のヘルキャットで日本の松島と仙台、蓮田の飛行場を攻撃した。また空母ヴィクトリアスは12機のコルセアで新潟飛行場を攻撃した。
18日、悪天候のなかフォーミダブルは東京地区の茂原、鳴門、蓮田の飛行場、インプラカブルは鴻池飛行場、午後、フォーミダブルは香取飛行場、鴻池飛行場、北浦飛行場を攻撃、空母インプラカブルは立川と鳴門の飛行場を攻撃した。
19日の朝も悪天候になやまされた。
日本本土攻撃 第二 (7月24日～8月2日)

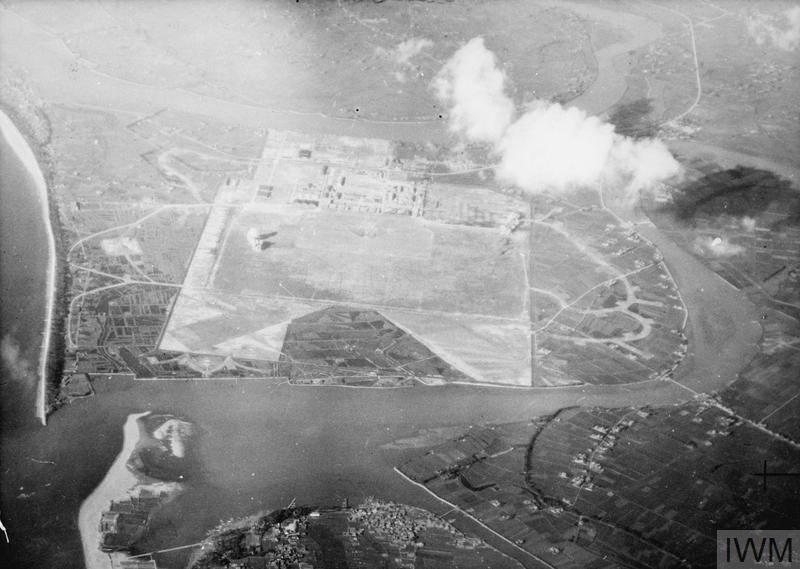
1945年7月24日、アベンジャーが高松の飛行場を空爆する。

7月24日から25日にかけて、空母フォーミダブルはコルセア 34機、アベンジャーズ 12機、ヘルキャット 6機を配備して、倉敷、岡山、高松の飛行場を攻撃、一人が砲撃を受け死亡。空母インプラカブルは12機のシーファイアで高松と徳島の飛行場、空母インプラカブルは12機のコルセアで高松と徳島の飛行場、ヴィクトリアスは高松の飛行場を攻撃した。
28日から30日にかけて、紀伊水道の船舶を攻撃し、播磨造船所や明石飛行場、福山飛行場用などを攻撃。攻撃期間中、第37任務部隊は出撃した399機の航空機のうち攻撃作戦に260機、防御作戦に135機、写真偵察飛行に4機を使用した。29日には計画された航空作戦は行わず、第37任務部隊はアメリカ軍第38任務部隊と合流して海岸目標への砲撃を行った。
30日の飛行プログラムは28日と同じで、内海の船舶、明石飛行場、名古屋湾を標的とした。また舞鶴と秋葉原飛行、四日市港などを爆撃した。今回も攻撃期間中、攻撃作戦に212機、防御作戦に130機、写真偵察飛行に4機を使用した。
日本本土攻撃 第三 (8月8日～12日)
当初は8月5日に予定されていたが、天候上の理由などから延期された。9日から10日にかけ、塩釜や松島、気仙沼港、女川湾、松島飛行場、八戸飛行場、郡山飛行場など本州北部の沿岸船舶や飛行場を攻撃した。

## 任務の終わり

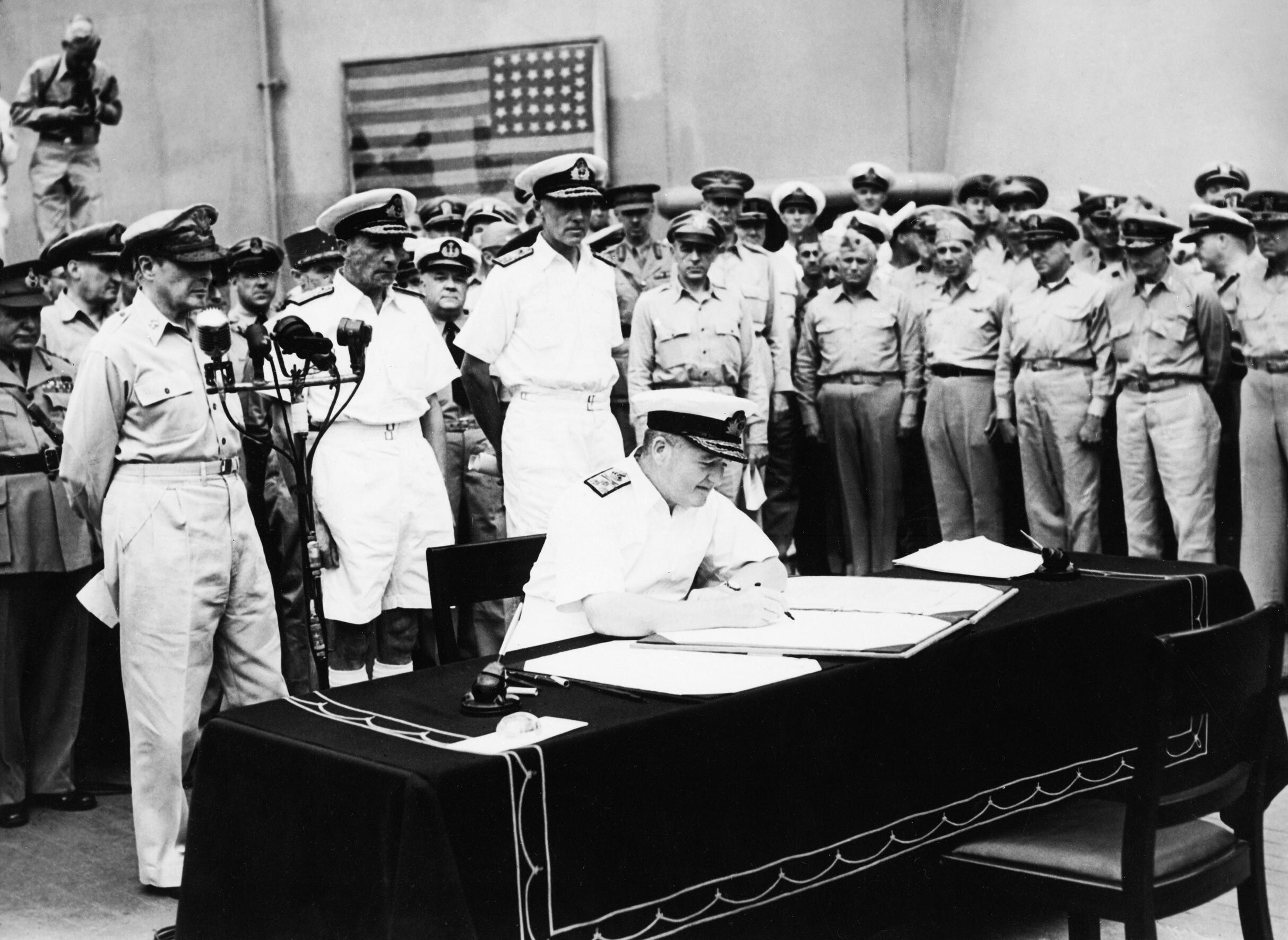
USSミズーリでの降伏文書調印式。連合軍最高司令官ダグラス・マッカーサーとアメリカ海軍チェスター・ニミッツ海軍元帥に並び、イギリス太平洋艦隊司令官ブルース・フレイザー提督 (中央) が英国を代表して降伏文書に署名。

1945年9月2日、フレーザー提督は東京湾の戦艦ミズーリで英国を代表して日本の降伏文書に署名した。その夜、近くに停泊した彼の旗艦デューク・オブ・ヨークでは、他の連合軍指導者らを迎えて感動的な式典が行われた。その後、イギリス太平洋艦隊は、香港の再占領、兵士の帰還事業、日本軍にとらわれていた元捕虜のオーストラリア、カナダ、米国への移送など、戦後の多くの緊急業務に使用された。さらにヴィクトリアスは600人以上のオーストラリアの戦時花嫁をイギリスの新居まで送り届けた。
イギリス太平洋艦隊は1948年9月14日まで平時艦隊として活動を続けたが、その後正式に解消した。

## エピソード

### 補給と酒

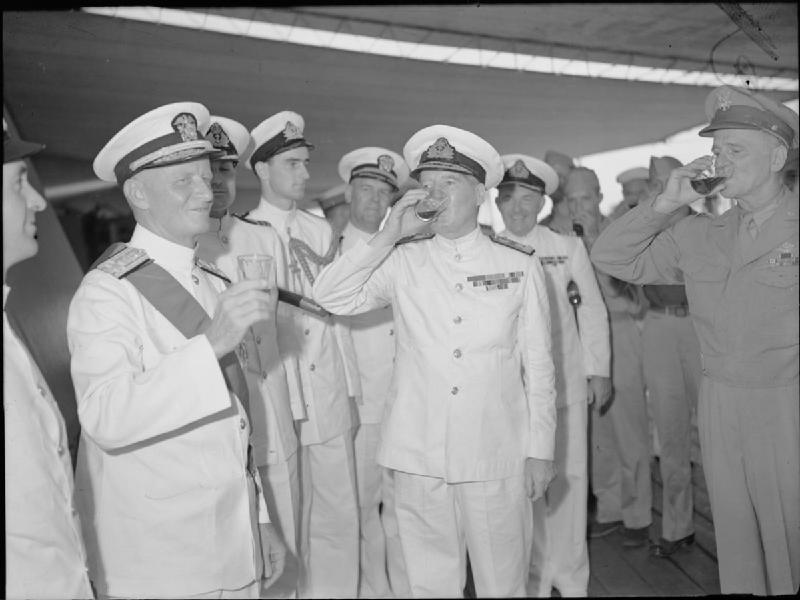
HMS デューク・オブ・ヨークでイギリス太平洋艦隊ブルース・フレイザー司令官が、アメリカ空軍スパーツ将軍、海軍最高司令官ニミッツ提督とラム酒を飲む。フレイザーは国王に代わりニミッツにバス勲章を授与した。(1945年)

対日作戦に関して常に兵站補給の問題がイギリス太平洋艦隊の悩みの種であったが、イギリス海軍は艦内でのアルコールの持ち込みを許可していたため、酒類は常備されていた。一方アメリカ海軍では、本土の禁酒法 (1920年-1933年) に先立つ 1914年の一般命令第99号で、艦内や軍施設内でのいっさいのアルコールの持ち込みや飲用を禁止していたため、アメリカ海軍士官のなかにはイギリス艦隊への訪問を熱望するものも多かった。当初はキング提督に劣らずイギリス太平洋艦隊の存在を「漁夫の利」として嫌い、完全なる自給自足原則を唱えていたアメリカ海軍第3艦隊司令長官ウィリアム・ハルゼー・ジュニアは、最終的には彼らにできうる限りの補給を提供した。彼は旗艦デューク・オブ・ヨークとキング・ジョージ5世の両方の士官会議の名誉会員となり、ローリングスの旗艦キング・ジョージ5世がアメリカのタンカーから給油を受けているあいだ、「乾杯」するためだけに空中トロリーで乗りこんだことを思い出として語っている。「タバコも酒も飲まない兵士を私は決して信用しない」という言葉で知られるハルゼーは、1947年の彼自身の回想録で酒豪であることが明らかにされ、酒に関してはイギリス海軍流を重んじていたようである。
またレーダーの予備部品に困ったキング・ジョージ5世が、近くにいたアメリカ海軍の駆逐艦に合図を送り、必要な部品をウイスキーのボトルと交換してくれないかと尋ねた時、返ってきた拡声器の答えは、「おいおい、ウィスキー一本と引き換えなら、このいまいましい艦を丸ごとくれてやるぞ」というものであった。イギリス海軍のハードリカーの伝統は、補給に苦労するイギリス太平洋艦隊の一つのアセットとなっていた。

## 参考外部リンク
- Royal Navy Research Archive, Royal Naval Air Squadron: A History of 1842 Naval Air Squadron
- Royal Navy Research Archive, Royal Naval Air Squadron: A History of 1841 Naval Air Squadron